# Kirbya californica
Kirbya californica är en tvåvingeart som först beskrevs av Townsend 1915.  Kirbya californica ingår i släktet Kirbya och familjen parasitflugor.
Artens utbredningsområde är Kalifornien. Inga underarter finns listade i Catalogue of Life.